# Kurud
Kurud är en ort i Indien.   Den ligger i distriktet Dhamtari och delstaten Chhattisgarh, i den centrala delen av landet, 1 000 km sydost om huvudstaden New Delhi. Kurud ligger 311 meter över havet och antalet invånare är 11 290.
Terrängen runt Kurud är mycket platt. Runt Kurud är det ganska tätbefolkat, med 222 invånare per kvadratkilometer. Det finns inga andra samhällen i närheten. Trakten runt Kurud består till största delen av jordbruksmark.